# Teateråret 2000

## Priser och utmärkelser
- O'Neill-stipendiet tilldelas Lil Terselius
- Thaliapriset tilldelas Jasenko Selimovic
- Svenska Akademiens teaterpris tilldelas Sven Lindberg
- Cullbergstipendiet tilldelas Pär Isberg

### Guldmasken
| Kvinnlig huvudroll:             | Eva Rydberg               | Arnbergs korsettfabrik |
| Manlig huvudroll:               | Jakob Stadell             | Rent                   |
| Kvinnlig biroll:                | Åsa Fång                  | Trollkarlen från Oz    |
| Manlig biroll:                  | Hans Lindgren             | Lorden från gränden    |
| Kvinnlig huvudroll i talpjäs:   | Vanna Rosenberg           | Maken till fruar       |
| Manlig huvudroll i talpjäs:     | Lasse Brandeby            | Rena rama Rolf         |
| Kvinnlig biroll i talpjäs:      | Annika Andersson          | Inte nu, älskling!     |
| Manlig biroll i talpjäs:        | Jojje Jönsson             | Rena rama Rolf         |
| Regi:                           | Hans Bergström            | Arnbergs korsettfabrik |
| Koreografi:                     | David Johnson             | Arnbergs korsettfabrik |
| Scenografi:                     | Marianne & Peter Dillberg | flera uppsättningar    |
| Kostym:                         | Marianne Lunderqvist      | flera uppsättningar    |
| Barn- och Familjeföreställning: | (Kategorin finns ej)      |                        |
| Föreställning:                  | (Kategorin finns ej)      |                        |
| Bäste artist:                   | (Kategorin finns ej)      |                        |
| Teaterchefernas pris:           | Revymasken Claes Eriksson |                        |
| Juryns specialpris:             | Staffan Götestam          |                        |
| Privatteatrarnas pris:          | (Kategorin finns ej)      |                        |

Se vidare Vinnare och nomineringar

## Årets uppsättningar

### Okänt datum
- En musikalversion av Harry Martinsons Aniara, i regi av Alexander Öberg, börjar spelas på Backa Teater i Göteborg [1].
- Staffan Göthes pjäs Temperance har urpremiär
- Bamse, världens starkaste björn i Gunnebo sommarspel
- Galenskaparna och After Shave har sin nionde gemensamma revy Allt Möjligt på Lorensbergsteatern.
- Galenskaparna och After Shave har sin tionde gemensamma revy Jul Jul Jul på Lorensbergsteatern.

## Avlidna
- 28 juni – Nils Poppe, 92, svensk teaterperson.[2]

### Fotnoter
1. ↑  ”Backa Teater”. Arkiverad från originalet den 12 november 2018. https://web.archive.org/web/20181112201930/http://www.stadsteatern.goteborg.se/backa-teater/pa-scen/2000-2009/aniara/. Läst 24 mars 2011.
2. ↑   När Var Hur 2001. Forum